# Fopius denticulifer
Fopius denticulifer är en stekelart som först beskrevs av Van Achterberg och Maeto 1990.  Fopius denticulifer ingår i släktet Fopius och familjen bracksteklar. Inga underarter finns listade i Catalogue of Life.